# Doriane Escané
Doriane Escané (Perpignano, 8 gennaio 1999) è una sciatrice alpina francese.

## Biografia
Attiva in gare FIS dal gennaio del 2016, la Escané ha esordito in Coppa Europa il 15 dicembre 2016 ad Andalo in slalom gigante e in Coppa del Mondo il 6 gennaio 2018 a Kranjska Gora nella medesima specialità, in entrambi i casi senza completare la prova. Ai Mondiali di Åre 2019, suo esordio iridato, è stata 5ª nella gara a squadre; il 15 dicembre dello stesso anno ha ottenuto ad Andalo in slalom gigante il primo podio in Coppa Europa (3ª) e il 27 febbraio successivo la prima vittoria nel circuito, a Krvavec nella medesima specialità. Ai Mondiali di Cortina d'Ampezzo 2021 si è classificata 28ª nello slalom gigante, non ha completato lo slalom speciale e non si è qualificata per la finale nello slalom parallelo, mentre a quelli di Courchevel/Méribel 2023 non ha completato lo slalom speciale; non ha preso parte a rassegne olimpiche.

## Palmarès

### Mondiali juniores
- 1 medaglia:
  - 1 oro (gara a squadre a Val di Fassa 2019)

### Coppa del Mondo
- Miglior piazzamento in classifica generale: 110ª nel 2021

### Coppa Europa
- Miglior piazzamento in classifica generale: 7ª nel 2023 e nel 2024
- 12 podi:
  - 7 vittorie
  - 1 secondo posto
  - 4 terzi posti

#### Coppa Europa - vittorie
| Data             | Località       | Paese    | Specialità |
| ---------------- | -------------- | -------- | ---------- |
| 27 febbraio 2020 | Krvavec        | Slovenia | GS         |
| 28 novembre 2022 | Mayrhofen      | Austria  | GS         |
| 27 gennaio 2023  | Vaujany        | Francia  | SL         |
| 16 dicembre 2023 | Valle Aurina   | Italia   | SL         |
| 8 gennaio 2024   | Sestriere      | Italia   | GS         |
| 9 gennaio 2024   | Sestriere      | Italia   | GS         |
| 7 gennaio 2025   | Les Diablerets | Svizzera | SL         |

Legenda:

GS = slalom gigante

SL = slalom speciale

### South American Cup
- Miglior piazzamento in classifica generale: 14ª nel 2019 e nel 2020
- 3 podi:
  - 1 vittoria
  - 2 secondi posti

#### South American Cup - vittorie
| Data              | Località             | Paese     | Specialità |
| ----------------- | -------------------- | --------- | ---------- |
| 17 settembre 2019 | Ushuaia Cerro Castor | Argentina | SL         |

Legenda:

SL = slalom speciale

### Campionati francesi
- 3 medaglie:
  - 2 ori (slalom gigante, combinata nel 2021)
  - 1 bronzo (slalom gigante nel 2025)